# Real McCoy
Real McCoy ist ein deutsches Eurodance- und Popmusik-Projekt, das in den 1990er Jahren mit Hits wie It’s On You, Another Night und Run Away international erfolgreich war. Insgesamt verkaufte das Projekt mehr als 4 Millionen Tonträger.

## Projektgeschichte
Entstanden ist das Projekt aus der Zusammenarbeit von Olaf „O-Jay“ Jeglitza, Frank „Quickmix“ Hassas und Jürgen Wind (J. Wind), die in den späten 1980er Jahren unter wechselnden Namen einige Aufnahmen gemacht hatten. 1989 erhielten sie den Auftrag, für ZYX Records eine Cover-Rap-Version von Technotronics Pump Up the Jam herzustellen, und veröffentlichten ihre Version unter dem Namen M. C. Sar & the Real McCoy (engl. the real McCoy ‚der/das einzig Wahre‘). Die Single erreichte Platz 16 in Deutschland. Daraufhin verpflichteten sie George Shampro Mario als Rapper für öffentliche Auftritte und die Sängerin Patricia Petersen und setzten mit It’s on You, das in Deutschland Platz 11 erreichte, den Erfolg fort. Nach It’s On You folgten vier weitere Singles (Don’t Stop, Make A Move, Let’s Talk About Love, No Showbo) und ein Album (On the Move …!), die allerdings, bis auf die Produktion Don’t Stop, den Einzug in die Charts verpassten.
Another Night

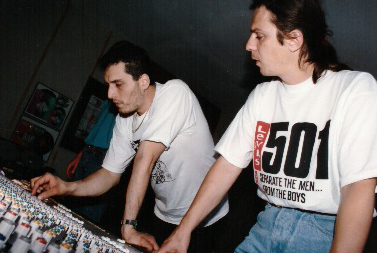
Frank Hassas und Jürgen Wind – Produzenten und Songwriter von Real McCoy

Ende 1992 kam es zum Abschluss eines neuen, exklusiven Vertrages mit dem Produktionsunternehmen Hansa in Berlin, in dessen Folge 1993 die Single Another Night in Deutschland veröffentlicht wurde. Der weibliche Gesang für Another Night wurde von Karin Kasar beigesteuert, auch wenn Petersen offiziell die Sängerin blieb. Im Gegensatz zu früheren Produktionen wurde diesmal der Rap von O-Jay nicht von Shampro gemimt; stattdessen trat Jeglitza selbst als Rapper in Erscheinung. Obwohl Another Night in Deutschland nur die Top 20 erreichte, wurde der Titel zunächst in Frankreich und dann in Kanada sehr erfolgreich. Durch den Erfolg in Kanada und dem damit verbundenen wachsenden Airplay bei US-Radiostationen, die im Grenzbereich zu Kanada lagen, kam es auch zur Veröffentlichung von Another Night durch Arista Records in den USA. „M. C. Sar“ wurde aus dem Bandnamen gestrichen, und es wurde nur noch unter dem Namen Real McCoy veröffentlicht. Another Night wurde ein weltweiter Hit und erreichte Platz zwei in Großbritannien, Platz drei in den USA und in Australien Platz eins. Es wurde in den USA mit Platin ausgezeichnet sowie in Großbritannien mit Silber. Der Song ist auf Platz 1 der ewigen All-Time-Liste der Mainstream-Top-40-Charts in den USA. Ähnlich erfolgreich war auch der Titel Run Away, der in vielen Ländern erneut die Top 10 erreichte und in den USA Gold bekam.
Dazu wurde ein neues Album zusammengestellt, das wie die erste Single Another Night hieß und zum Teil aus Titeln bestand, die in Europa zuvor bereits auf Space Invaders enthalten gewesen waren. Zusätzlich kam die Sängerin Vanessa Mason zur Gruppe. Geschrieben wurde das Album zum größten Teil von Hassas, Wind und Jeglitza. Produziert wurde von Freshline (Hassas, Wind, Jeglitza), den Berman Brothers, Shep Pettibone, Lemon Productions (Adebratt, Carr & Ekman), Billy Steinberg und Rick Noweles. Das Album erreichte Platz 13 in den Billboard Charts und wurde zudem mit Doppelplatin ausgezeichnet. In Großbritannien und Australien erreichte es jeweils Platz sechs.
Es folgten noch drei weitere erfolgreiche Single-Auskopplungen aus Another Night, dann legte man 1996 eine erneute schöpferische Pause ein. Patricia Petersen ging eigene Wege und nahm eine Solosingle (Money 4 Me) auf. Sie wurde durch Lisa Cork ersetzt. Das neue Album One More Time erschien 1997 und der Titelsong stieg nochmals international in die Charts ein, aber bis auf Australien, wo es nochmals ein Nummer-3-Hit war, blieb der Erfolg gering.
Seit dem 1. Dezember 1999 besitzt Olaf Jeglitza das Nutzungsrecht für den Markennamen Real McCoy. Er versuchte mit Umbesetzungen nochmals einen Neubeginn, aber es gelang in der Folge nicht mehr, an die früheren Erfolge anzuknüpfen.
Seit 2016 besteht die Formation aus Jeglitza sowie der Originalsängerin Karin Kasar. Seit dem 19. Dezember 2016 hat Jürgen Wind das Nutzungsrecht für den Markennamen M.C. Sar & the Real McCoy.

## Formation
Stilistisch bestehen die Lieder von Real McCoy aus einer Mischung von House, Hi-NRG, Techno, Dance und Pop.
Die Formationsbesetzung wechselte mehrfach. Zwischenzeitlich waren an den Alben und einzelnen Songs beteiligt:
- Olaf „O-Jay“ Jeglitza (Rapper, Produzent)
- Frank „Quickmix“ Hassas (Produzent)
- Jürgen Wind / J. Wind (Produzent)
- George Shampro Mario / M.C. Sar
- Yvonne „Sunday“ Parker
- Karin Kasar
- Patricia Petersen
- Vanessa Mason
- Lisa Cork

## Diskografie

### Studioalben
| Jahr | Titel          | Höchstplatzierung, Gesamtwochen, AuszeichnungChartplatzierungen (Jahr, Titel, Platzierungen, Wochen, Auszeichnungen, Anmerkungen) | Höchstplatzierung, Gesamtwochen, AuszeichnungChartplatzierungen (Jahr, Titel, Platzierungen, Wochen, Auszeichnungen, Anmerkungen) | Höchstplatzierung, Gesamtwochen, AuszeichnungChartplatzierungen (Jahr, Titel, Platzierungen, Wochen, Auszeichnungen, Anmerkungen) | Höchstplatzierung, Gesamtwochen, AuszeichnungChartplatzierungen (Jahr, Titel, Platzierungen, Wochen, Auszeichnungen, Anmerkungen) | Anmerkungen                                               |
| Jahr | Titel          | DE | AT | UK | US | Anmerkungen                                               |
| ---- | -------------- | --- | --- | --- | --- | --------------------------------------------------------- |
| 1990 | On the Move!   | — | — | — | — | Erstveröffentlichung: 19. September 1990 mit MC Sar       |
| 1994 | Space Invaders | DE65 (5 Wo.)DE | AT26 (3 Wo.)AT | — | — | Erstveröffentlichung: 24. August 1994                     |
| 1995 | Another Night  | — | — | UK6 (8 Wo.)UK | US13 ×2Doppelplatin · (46 Wo.)US                                                                                                  | Erstveröffentlichung: 28. März 1995 Verkäufe: + 2.185.000 |
| 1997 | One More Time  | — | — | — | US79 (6 Wo.)US | Erstveröffentlichung: 25. März 1997                       |

### Kompilationen
- 1998: Love and Devotion
- 1998: Remix Album
- 2002: Best Of
- 2003: Platinum & Gold Collection

### Singles
| Jahr | Titel Album                                                    | Höchstplatzierung, Gesamtwochen, AuszeichnungChartplatzierungen (Jahr, Titel, Album, Platzierungen, Wochen, Auszeichnungen, Anmerkungen) | Höchstplatzierung, Gesamtwochen, AuszeichnungChartplatzierungen (Jahr, Titel, Album, Platzierungen, Wochen, Auszeichnungen, Anmerkungen) | Höchstplatzierung, Gesamtwochen, AuszeichnungChartplatzierungen (Jahr, Titel, Album, Platzierungen, Wochen, Auszeichnungen, Anmerkungen) | Höchstplatzierung, Gesamtwochen, AuszeichnungChartplatzierungen (Jahr, Titel, Album, Platzierungen, Wochen, Auszeichnungen, Anmerkungen) | Höchstplatzierung, Gesamtwochen, AuszeichnungChartplatzierungen (Jahr, Titel, Album, Platzierungen, Wochen, Auszeichnungen, Anmerkungen) | Anmerkungen                                                           |
| Jahr | Titel Album                                                    | DE | AT | CH | UK | US | Anmerkungen                                                           |
| ---- | -------------------------------------------------------------- | --- | --- | --- | --- | --- | --------------------------------------------------------------------- |
| 1989 | Pump Up the Jam On the Move!                                   | DE16 (17 Wo.)DE | — | — | — | — | Erstveröffentlichung: 1989 mit MC Sar                                 |
| 1990 | It’s On You On the Move!                                       | DE11 (21 Wo.)DE | AT4 (12 Wo.)AT | CH8 (10 Wo.)CH | — | — | Erstveröffentlichung: 1990                                            |
| 1990 | Don’t Stop On the Move!                                        | DE41 (7 Wo.)DE | — | — | — | — | Erstveröffentlichung: 1990                                            |
| 1991 | Make a Move On the Move!                                       | — | — | CH29 (1 Wo.)CH | — | — | Erstveröffentlichung: 1991                                            |
| 1993 | Another Night Space Invaders • Another Night                   | DE18 (27 Wo.)DE | AT30 (1 Wo.)AT | CH45 (1 Wo.)CH | UK2 Silber (Physisch) + Silber (Digital) · (18 Wo.)UK                                                                                    | US3 Platin · (45 Wo.)US | Erstveröffentlichung: 12. Juli 1993 Verkäufe: + 1.475.000             |
| 1994 | Automatic Lover (Call for Love) Space Invaders • Another Night | DE20 (16 Wo.)DE | — | CH32 (5 Wo.)CH | UK58 Silber · (2 Wo.)UK | US52 Gold · (19 Wo.)US | Erstveröffentlichung: 31. Januar 1994 Verkäufe: + 705.000; mit MC Sar |
| 1994 | Run Away Space Invaders • Another Night                        | DE22 (15 Wo.)DE | AT24 (5 Wo.)AT | CH25 (10 Wo.)CH | UK6 (10 Wo.)UK | US3 (20 Wo.)US | Erstveröffentlichung: 18. Juli 1994                                   |
| 1995 | Love and Devotion Space Invaders • Another Night               | DE37 (15 Wo.)DE | AT16 (8 Wo.)AT | — | UK11 (8 Wo.)UK | — | Erstveröffentlichung: 10. April 1995 Verkäufe: + 35.000               |
| 1995 | Come and Get Your Love Another Night                           | DE53 (11 Wo.)DE | — | — | UK19 (4 Wo.)UK | US19 (20 Wo.)US | Erstveröffentlichung: 23. Mai 1995                                    |
| 1997 | One More Time                                                  | DE85 (3 Wo.)DE | — | — | UK78 (1 Wo.)UK | US27 (20 Wo.)US | Erstveröffentlichung: 29. Januar 1997                                 |

## Auszeichnungen für Musikverkäufe
| Silberne Schallplatte - Frankreich - 1990: für die Single It’s On You Goldene Schallplatte - Australien - 1995: für die Single Love and Devotion - Japan - 1997: für das Album Another Night / Space Invaders - Neuseeland - 1995: für die Single Another Night - 1995: für die Single Run Away | Platin-Schallplatte - Australien - 1995: für das Album Another Night / Space Invaders - 1995: für die Single Another Night - 1997: für die Single One More Time - Kanada - 1995: für das Album Another Night / Space Invaders - Neuseeland - 1995: für das Album Another Night / Space Invaders |

Anmerkung: Auszeichnungen in Ländern aus den Charttabellen bzw. Chartboxen sind in ebendiesen zu finden.
| Land/RegionAuszeichnungen für Musikverkäufe (Land/Region, Auszeichnungen, Verkäufe, Quellen) | Silber     | Gold     | Platin     | Verkäufe  | Quellen                   |
| -------------------------------------------------------------------------------------------- | ---------- | -------- | ---------- | --------- | ------------------------- |
| Australien (ARIA)                                                                            | —          | Gold1    | 3× Platin3 | 245.000   | aria.com.au               |
| Frankreich (SNEP)                                                                            | Silber1    | —        | —          | 200.000   | infodisc.fr               |
| Japan (RIAJ)                                                                                 | —          | Gold1    | —          | 100.000   | riaj.or.jp                |
| Kanada (MC)                                                                                  | —          | —        | Platin1    | 100.000   | musiccanada.com           |
| Neuseeland (RMNZ)                                                                            | —          | 2× Gold2 | Platin1    | 25.000    | aotearoamusiccharts.co.nz |
| Vereinigte Staaten (RIAA)                                                                    | —          | Gold1    | 3× Platin3 | 3.500.000 | riaa.com                  |
| Vereinigtes Königreich (BPI)                                                                 | 3× Silber3 | —        | —          | 600.000   | bpi.co.uk                 |
| Insgesamt                                                                                    | 4× Silber4 | 5× Gold5 | 8× Platin8 |           |                           |

## Auszeichnungen
- 1995: Billboard Music Award in der Kategorie „New Artist of the Year“.[12]
- 1995: Comet in der Kategorie „Dance Act“.[13]
- 1996: Echo Pop in der Kategorie „Künstler national im Ausland“.[14]